# Twee vrouwen en een gorilla
Twee vrouwen en een gorilla. Met een vraaggesprek door Luc Daems is een uitgave van Em. Querido's Uitgeverij die verscheen ter gelegenheid van de uitreiking van de P.C. Hooft-prijs 2005 aan Frédéric Bastet.

## Geschiedenis
Op 20 mei 2005 kreeg Frédéric Bastet (1926-2008) de P.C. Hooftprijs 2005 voor beschouwend proza uitgereikt. Officieel was het de prijs voor het essay, die naast die voor proza en poëzie driejaarlijks wordt uitgereikt. In het juryrapport wordt vooral ingegaan op diens 'Wandelingen door de antieke wereld', maar uiteraard komen ook de biografieën van Carel Vosmaer, Louis Couperus en Helse liefde over D'Agoult, Chopin en Liszt aan de orde.
Ter gelegenheid van de uitreiking van die prijs verscheen deze uitgave van Bastet: Twee vrouwen en een gorilla.

### Inhoud
De uitgave opent met een vraaggesprek van Luc Daems met Frédéric Bastet. Daarna volgen twee eerder verschenen artikelen van Bastet over Louis Couperus (1863-1923), de schrijver over wie hij een standaardbiografie publiceerde in 1987: een over Elise, de weduwe van jhr. Otto Carel Holmberg de Beckfelt (1794-1857), een ander over Louis Couperus en koning Willem III.